# Kloster Fahan

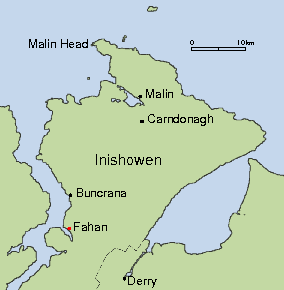
Halbinsel Inishowen

Fahan (irisch Fathain oder älter Othain Mór, Fathain Mhura, Fathain Mór) war in frühchristlicher Zeit ein regional bedeutsames Kloster in Irland, das mit dem Herrschergeschlecht der Uí Néill eng verbunden war. Die Ruine des Klosters liegt in der Ortschaft Fahan, die zu Buncrana gehört. Fahan liegt auf der Halbinsel Inishowen in der irischen Grafschaft Donegal. Der Ort ist über die R238 zwischen Buncrana und Derry zu erreichen.
Erhalten sind von dem im frühen 7. Jahrhundert von St. Mura gegründeten Kloster der Iroschottischen Kirche der Giebel einer kleinen Kirche, eine Kreuzstele, die zu den frühesten Irlands gehört, und ein Grabstein mit einem Ringkreuz. St. Muras Stab ist im National Museum of Ireland in Dublin ausgestellt und St. Muras Glocke in der Wallace Collection in London.

## Abgrenzung
Fahan oder Glenfahan heißt auch ein Platz nahe Slea Head auf der Dingle-Halbinsel im County Kerry, wo eine Anzahl von Bienenkorbhütten als die Reste einer oder mehrerer monastischer Gründungen oder Eremitagen anzusehen sind.

## Geschichte

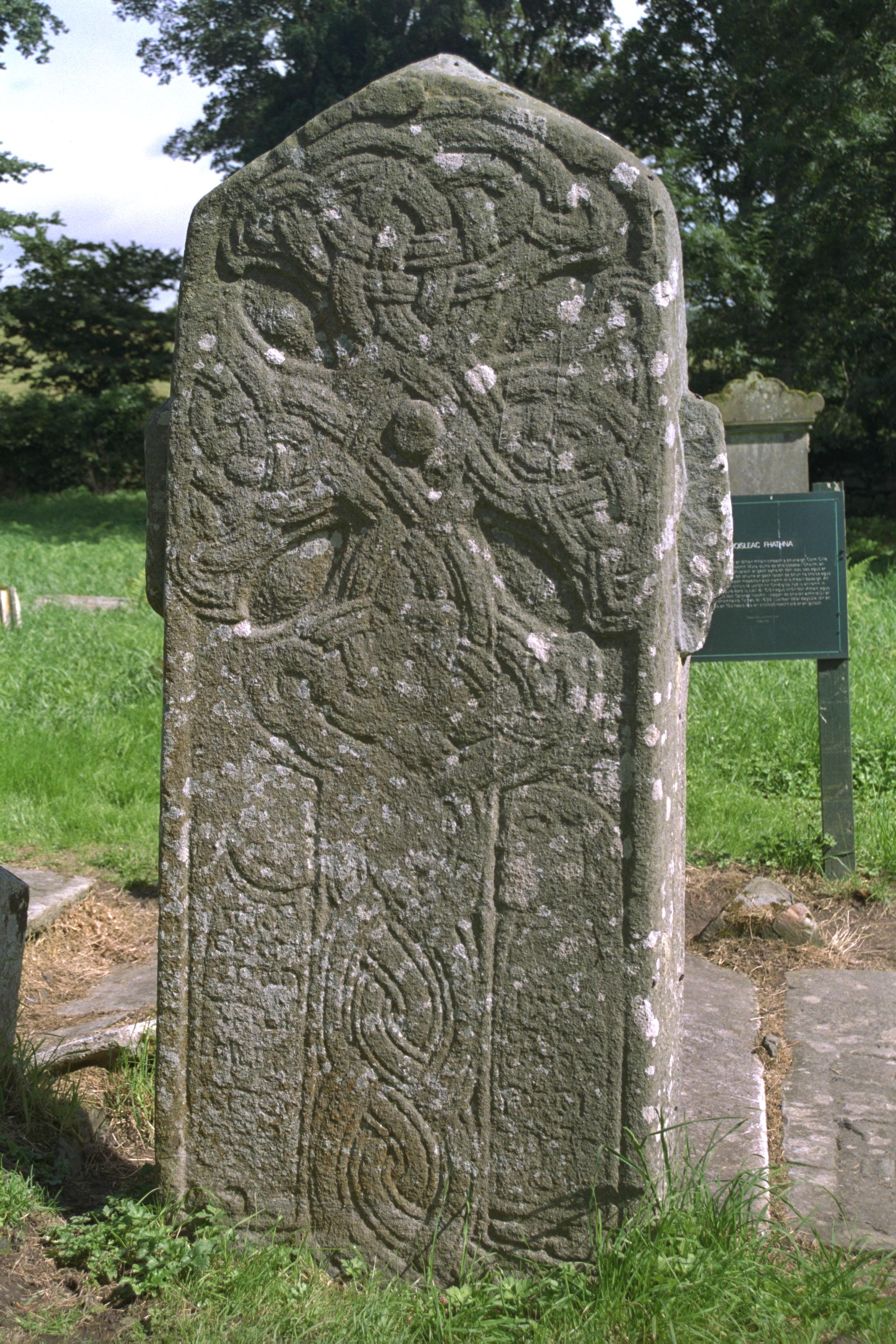
Westseite der Kreuzstele des St. Mura in Fahan

Die Halbinsel Inishowen gehörte zum Stammland der Úi Néill. Aus diesem Herrschergeschlecht gingen mehrere Kleriker hervor, die die Entwicklung der Klöster in frühchristlicher Zeit prägten. Besonders einflussreich war Columban von Iona, der das berühmte Kloster auf der schottischen Insel Iona und in unmittelbarer Nähe zu Fahan das Kloster und den Bischofssitz Derry gründete. Entsprechend einer Überlieferung bei John Colgan gehört auch Fahan zu seinen Gründungen. Aber selbst bei der Gründung von Derry, die in einigen Quellen auf das Jahr 546 und damit vor die Gründung des Klosters auf Iona gelegt wird, gibt es begründete Hypothesen, dass diese erst in den späten 580er Jahren bei einer der Reisen Columbans erfolgte. Es fällt schwer, die Gründungszeit des Klosters genauer einzugrenzen.
Columban überließ danach die Leitung des neu gegründeten Klosters seinem Schüler, dem ebenfalls der Familie Úi Néill angehörenden St. Mura. Dieser wurde später zum heiligen Patron des Klosters. Die fragmentarischen Annalen von Mac Fir Bhisigh erzählen von einer Begegnung zwischen dem König und St. Mura in Fahan, die kurz vor 605 stattfand. Genauere Lebensdaten von Mura sind nicht erhalten. Nur seine Abstammung von Eoghain, dem Namensgeber der Halbinsel Inishowen (irisch Inis Eoghain) über Muiredach, einem weiteren Eoghain, Rónán und Feradach ist durch Colgan überliefert. Bekannt wurde Mura auch durch seine Hagiographie über Columban. 
Fatal für das Erbe Fahans und seine weitere Entwicklung war im Jahr 1101 ein Feldzug von Muirchertach Ua Briain, König von Munster. Er suchte Vergeltung für die Zerstörung von Ceann Coradh und anderen Orten in Munster im Jahr 1088 durch Domhnall Ua Lochlainn, den König von Aileach und damit den Landesherrn von Inishowen. Im Zuge dieser Vergeltung wurden Kirchen in Fahan entweiht und niedergebrannt.
Fahan hat danach nie wieder die frühere geistliche Bedeutung erlangt. Fahan wurde nicht, wie andere frühchristliche Klöster in Irland, zu einem Augustiner-Chorherrenstift. Allerdings gehörten zu Fahan umfangreiche Ländereien, die bis in das frühe 17. Jahrhundert von klösterlichen Verwaltern (Airchinnech) administriert wurden.

## Die Kreuzstele

Ostseite der Kreuzstele

Die Kreuzstele des Klosters ist bis heute am selben Ort verblieben auf dem örtlichen Gelände der anglikanischen Kirche. Sie ist etwa 2,10 m hoch, 1,04 m breit und 18 cm dick. Auf beiden großen Seiten befindet sich jeweils ein Relief eines Kreuzes, das aus einem kunstvoll nach keltischer Art verwobenen Knotenmustern besteht.
Es gibt keine gesicherten Kenntnisse über die genaue Zeit der Fertigung. Überwiegend wird jedoch die Ansicht vertreten, dass die Kreuzstele bereits im 7. Jahrhundert aufgestellt worden ist. Dies liegt auch deswegen nahe, weil diese Kreuzstele in Bezug auf den Übergang von den schlichten Kreuzstelen zu den reich verzierten keltischen Hochkreuzen in ihrer Art in Irland einzigartig ist. Dieser Zwischenschritt in der Entwicklung deutet sich durch die beiden kleinen Stümpfe an den beiden Seiten der Stele an, die wie die Fortsetzung des dargestellten Kreuzes wirken. Nicht weit von Fahan, ebenfalls auf der Halbinsel Inishowen, befindet sich in Carndonagh die nächste Entwicklungsstufe mit einer ausgeprägten Kreuzform, aber immer noch ohne den Ring.
Ein weiteres interessantes Detail ist die griechische Inschrift an der nördlichen Schmalseite. Dabei handelt es sich um eine Doxologie, die 633 im spanischen Toledo auf dem 4. Konzil verabschiedet wurde. Ins Deutsche übersetzt: „Ruhm und Ehre sei dem Vater und dem Sohne und dem Heiligen Geist“. Diese Inschrift gilt als ein weiterer Beleg für die fortlaufenden Kontakte mit dem Kontinent, insbesondere mit Spanien.

## Klosterkirche

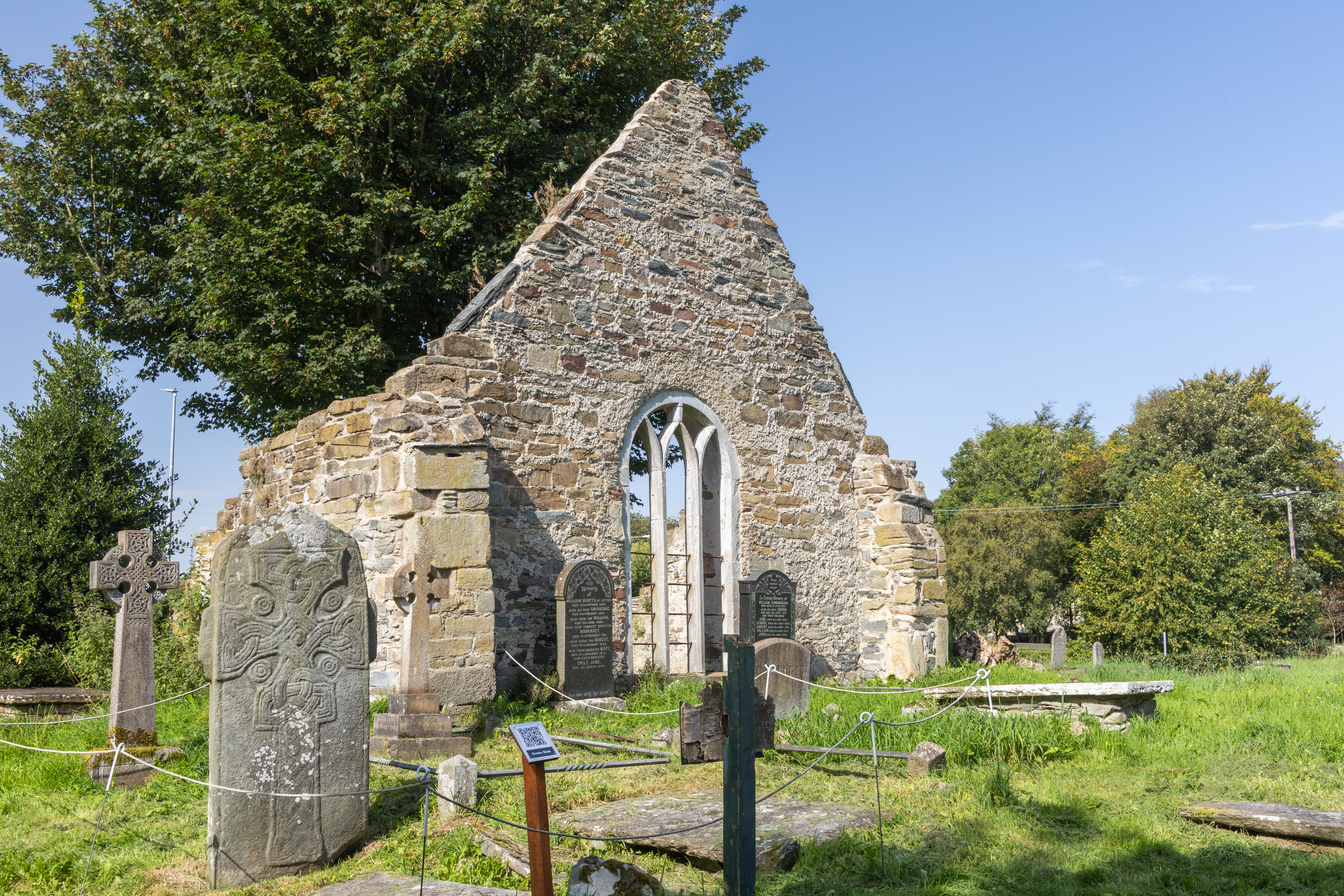
Ostgiebel der 2019 restaurierten Klosterkirche mit der Kreuzstele im Vordergrund

Nordwestlich der Kreuzstele steht die Ruine einer alten Kirche des Klosters, die nur einen rechteckigen Raum mit 5,67 m Breite bot. Im Wesentlichen ist nur der Ostgiebel mit einem vermutlich aus dem 17. Jahrhundert stammenden, Rundbogenfenster mit gotischem Maßwerk erhalten. (Arbeiten im gotischen Stil waren zu dieser Zeit in Irland üblich.) Die Mauern sind jedoch älteren Datums, was durch die bis ins 12. Jahrhundert in Irland gebräuchliche Bauweise belegt wird, bei der durch die Verlängerung der Außenwände über die Giebelwand hinaus der Eindruck von zwei Pfeilern entsteht (Antae). Die alte Kirche wurde nach der Reformation bis 1820 als anglikanische Gemeindekirche genutzt. Sowohl die alte Kirche als auch die Kreuzstele wurden in den Jahren von 2019 bis 2021 restauriert.
Weitere Bauten aus der Zeit des Klosters sind nicht bis heute erhalten geblieben. Dies dürfte daran liegen, dass in der frühchristlichen Zeit in Irland die Mehrheit der Gebäude aus Holz errichtet wurde. Erst im 12. Jahrhundert setzte sich insbesondere durch die Zisterzienser eine kontinental-europäisch geprägte, gemauerte Klosterarchitektur in Irland durch.

## St. Muras Hirtenstab

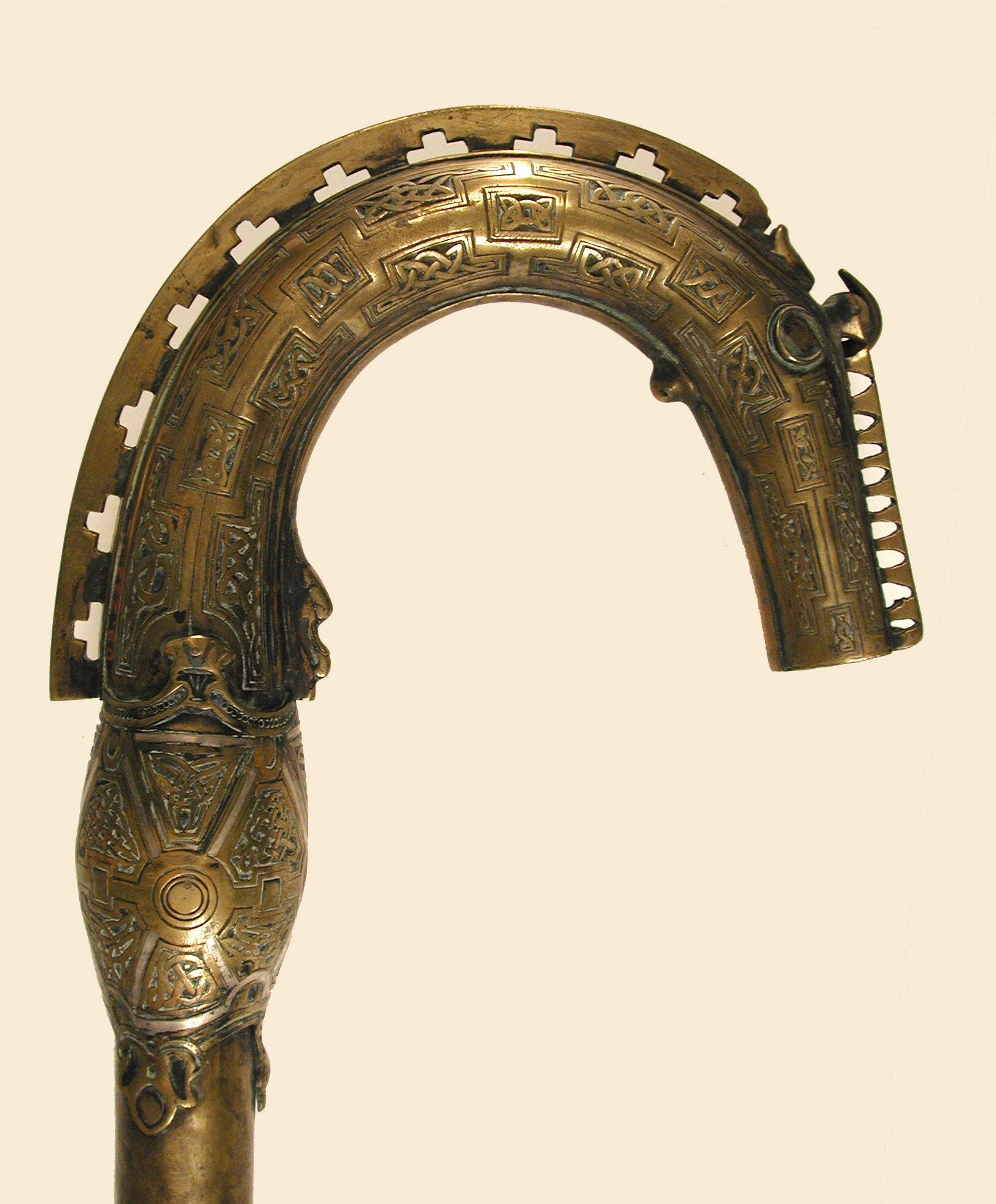
Kopf des Hirtenstabs (Replika im Besitz des Metropolitan Museum of Art)

Obwohl Mura kein Bischof war und Fahan nie Bischofssitz wurde, besaß Mura einen Hirtenstab, den sogenannten Bachall Mura, dem eine hohe Bedeutung zugemessen wurde. Insbesondere bei Auseinandersetzungen kamen angesehenen Äbten Vermittlungsrollen zu. Wenn eine Einigung erreicht werden konnte, legten beide Konfliktseiten einen Eid auf den Hirtenstab ab. Ferner wurden dem Stab einige Wunder zugeschrieben.
Nach der Invasion der Anglonormannen kam es zum Umzug des Hirtenstabs nach Armagh. 1177 wurde er zusammen mit zahllosen anderen Reliquien bei der Geiselnahme des Abts von Armagh von John de Courcy geraubt. Obwohl 1178 einige Reliquien zurückgegeben wurden, blieb der Hirtenstab weiterhin als prestigeträchtige Beute in Downpatrick, wo de Courcy sein Hauptquartier unterhielt.
In seinem Werk von 1658 berichtet Colgan, dass der Hirtenstab nach den Wirren der Reformation in Fahan verblieb, und beschreibt ihn aus eigener Anschauung als reichlich mit Edelsteinen verziertes Kunstwerk, das in einem mit Gold ausgelegten Behältnis verwahrt wurde. Eine Bestätigung dafür findet sich im Werk von Mervyn Archdall, der 1786 berichtet, dass der Hirtenstab sich im Besitz der Familie Úi Néill befinde. Danach verlor sich die Spur des Hirtenstabs im Dunkeln. John O’Donovan, der 1835 Fahan als Mitarbeiter der Ordnance Survey of Ireland aufsuchte, berichtete, dass der Verbleib des Hirtenstabs unbekannt sei. O’Donovan spekulierte weiter, dass wohl der Hirtenstab entweder im Aufstand von 1688 verloren gegangen oder zum Kontinent hin gerettet worden sei.
Später gelang es jedoch O’Donovan in Zusammenarbeit mit dem Antiquar George Petrie, den Hirtenstab aufzuspüren und in das Nationale Museum in Dublin zu überführen, wo er bis heute ausgestellt ist. Allerdings sind die Edelsteine weitgehend verloren gegangen.

## St. Muras Glocke

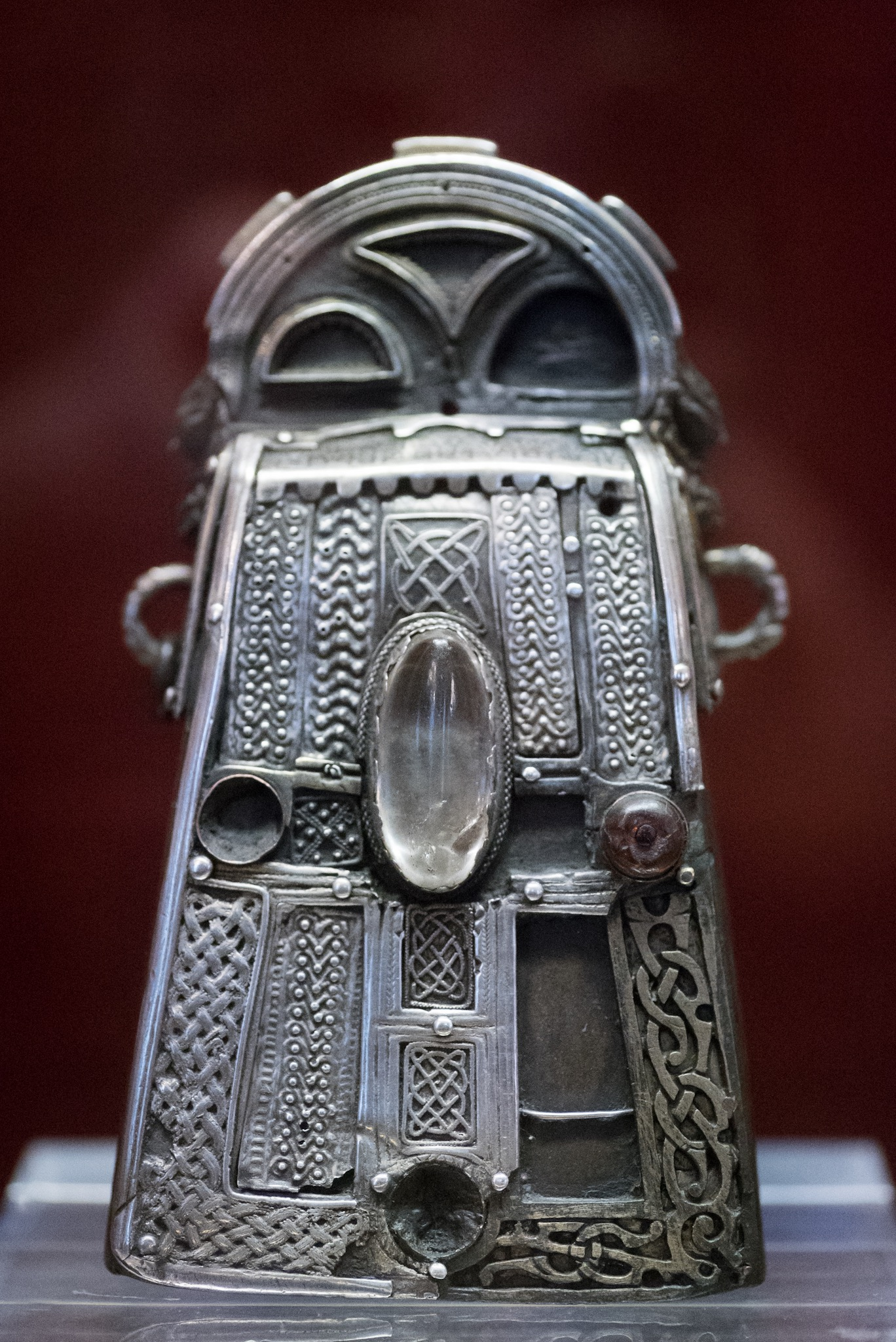
Schrein von St. Muras Glocke

Bis heute erhalten ist die bronzene Glocke und ein zugehöriger Schrein. Der Schrein gehört zu einer charakteristischen Gruppe, die in Irland und Schottland Verbreitung fand und bis heute in etwa einem Dutzend Exemplaren erhalten geblieben ist. Die Schreine bestehen typischerweise aus Eibenholz und wurden in der Form eines kleinen Hauses oder Sarkophags gestaltet, mit kleinen Ösen auf beiden Seiten und einem abnehmbaren Deckel. Außen sind sie mit Metallplättchen und Edelsteinen reichlich verziert. Richardson hält es für plausibel, dass die Verbreitung dieser Schreine von Iona über die Gründungen Columbans erfolgte, wozu auch Fahan gehörte. Dies entspricht der traditionellen Überlieferung, die die Glocke und den Schrein St. Mura und damit dem 7. Jahrhundert zuordnet.
Die Glocke und der Schrein wurden 1850 in der Nähe von Fahan von John McClelland von einem Einheimischen gekauft. Die Reliquie ging später in den Besitz des Duke of Leinster über, der sie seiner Schwägerin Lady Fitzgerald weitergab, mit der Bitte, sie einem Museum zu überlassen. So kam diese Reliquie in den Besitz der Wallace-Sammlung in London, wo sie bis heute öffentlich ausgestellt ist.

## St. Muras Buch und weitere Schriften
St. Finnian führte im 6. Jahrhundert in seinem Kloster in Clonard das Studium, das Kopieren und das Verfassen von Schriften als wichtigen Bestandteil der monastischen Kultur in Irland ein. Columban, der einige Zeit bei Finnian verweilte, übernahm diese Tradition für seine Klostergründungen und führte in Irland erstmals die Praxis ein, Annalen zu führen, in denen alle wesentlichen Ereignisse aufgezeichnet wurden.
Diese Praxis wurde von Columban an Mura weitergegeben, der entsprechend der Überlieferung von John Colgan in der ersten Hälfte des 7. Jahrhunderts eine Handschrift in Altirisch verfasste, die über das Leben und Wirken von Columban berichtete. Diese Handschrift war wohl auf kunstvolle Weise gefertigt und gebunden, da sie zu den wichtigsten Reliquien in Fahan gehörte. Leider, so klagte Colgan 1658, gingen Teile davon in den Wirren nach der Reformation verloren, so dass nur noch Fragmente erhalten sind. Weiter berichtete Colgan, dass es zudem eine weitere sehr alte, ebenfalls verloren gegangene Handschrift gegeben habe, in der sich sowohl eine Chronik befand als auch mehrere historische Berichte.
Die noch von Colgan erwähnten Fragmente des Buches von Mura sind später verloren gegangen. Teile des Textes von Mura sind aber noch durch Zitate und Kopien in anderen Handschriften bis in die heutige Zeit überliefert. So ist beispielsweise ein Bericht von Mura über die Begegnung zwischen Columban und Mongan als Kopie erhalten in der Bodleian Library in Oxford als Teil der Handschrift MS Laud 615, die eine Reihe in Altirisch verfasster Gedichte verschiedener mittelalterlicher Autoren zum Leben und Wirken von Columban enthält.

## Sekundärliteratur
- John Colgan: Acta Sanctorum Hiberniae. Louvain 1658.
- Mervyn Archdall: Monasticon Hibernicum. Dublin 1786.
- James F. Kenney: The Sources for the Early History of Ireland: Ecclesiastical. Zuerst veröffentlicht 1929, nachgedruckt von Four Courts Press 1997, ISBN 1-85182-115-5. (In diesem Werk findet sich der Hinweis auf die in der Bodleian Library erhaltenen Kopie eines Textes von Mura im Eintrag 220.xxii.)
- Aubrey Gwynn und R. Neville Hadcock: Medieval Religious Houses Ireland. Longman, London 1970, ISBN 0582-11229-X.
- Brian Lacy: Archaeological Survey of County Donegal. Donegal County Council, 1983, ISBN 0-9508407-0-X.
- Sean Beattie: Ancient Monuments of Inishowen, North Donegal. Lighthouse Publications 1994, ISBN 0-9520481-16.
- Hilary Richardson: Visual arts and society, Artikel aus dem Band Prehistoric and Early Ireland aus der Serie A New History of Ireland, herausgegeben von Dáibhí Ó Cróinín. Oxford University Press 2005, ISBN 0-19-821737-4. (Richardson datiert in diesem Artikel die Kreuzstele von Fahan auf die Mitte des 7. Jahrhunderts, weist aber auch darauf hin, dass es davon abweichende Einschätzungen gibt. Ferner geht Richardson auf die Glocken und Schreine in Irland und Schottland ein.)